# Leen Ryckaert
Leen Ryckaert (Gent, 8 november 1957) is een Vlaams psychologe en auteur.
Ryckaert is de auteur van het boek Omgaan met ouders. Rond dit onderwerp werkte ze mee aan de filmpjes over oudercontact van het tijdschrift Klasse. In maart 2011 verscheen het boek Je bent niet jouw gedachten, een boek dat leert om te gaan met negatieve gedachten die leiden tot depressie en burn-out. In januari 2023 verscheen de Italiaanse vertaling van het boek onder de titel Non sei i tuoi pensieri.
Ryckaert studeerde psychologie en pedagogische wetenschappen aan de Universiteit van Gent. Ryckaert publiceerde in het Tijdschrift voor Sociale Wetenschappen in 1985 het artikel "Kohlberg's cognitieve morele ontwikkelingstheorie: een toepassing op jeugddelinquentie" en in 1987 de kanttekening "De controle over woede en agressief gedrag. De rol van cognitieve factoren".
Ze was onder andere wetenschappelijk medewerker aan de universiteit en psychopedagogisch consulent op een PMS-centrum (thans CLB, Centrum voor Leerlingenbegeleiding). Ze werkt nu deeltijds als klinisch psycholoog.

### Non-fictie
- Omgaan met ouders ISBN 9789020960181 (Lannoo, 2005, 2006); ISBN 9789401426527 (Lannoocampus, derde volledig herziene druk: maart 2015)
- Je bent niet jouw gedachten ISBN 978-90-816489-0-5 (Manage4U, 2011, 2012), ISBN 9789090336077 (Manage4U, derde volledig herziene druk: oktober 2020)
- Non sei i tuoi pensieri ISBN 978-88-30669291 (https://web.archive.org/web/20200804221732/https://www.gruppoalbatros.eu/[6], 2023)

- International Standard Name Identifier: 0000 0003 9231 683X
- Nederlandse Thesaurus van Auteursnamen: 339517158
- Virtual International Authority File: 286297483
- WorldCat: E39PBJtCytt6dM87YFC76XK68C